# Mistrzostwa Polski Par Klubowych na Żużlu 1982
Mistrzostwa Polski Par Klubowych na Żużlu 1982 – zawody żużlowe, mające na celu wyłonienie medalistów mistrzostw Polski par klubowych w sezonie 1982. Rozegrano eliminację dla klubów drugoligowych, dwa turnieje półfinałowe oraz finał, w którym zwyciężyli zawodnicy Falubazu Zielona Góra.

## Finał
- Gorzów Wielkopolski, 21 sierpnia 1982
- Sędzia: Bronisław Ratajczyk

| Miejsce | Kluby                 | Suma | Zawodnicy                                  | Punkty                            |
| ------- | --------------------- | ---- | ------------------------------------------ | --------------------------------- |
| złoto   | Falubaz Zielona Góra  | 26   | Andrzej Huszcza Jan Krzystyniak            | 17 (2,3,3,3,3,3) 9 (1,2,2,w,2,2)  |
| srebro  | Unia Leszno           | 24   | Roman Jankowski Ryszard Buśkiewicz         | 15 3,2,2,2,3,3) 9 (0,3,3,1,1,1)   |
| brąz    | Stal Gorzów Wlkp.     | 22   | Bogusław Nowak Jerzy Rembas                | 10 (2,3,2,w,2,1) 12 (3,2,3,1,d,3) |
| 4       | Stal Rzeszów          | 19   | Ryszard Czarnecki Grzegorz Kuźniar         | 13 (3,2,1,2,3,2) 6 (2,1,d,1,2,d)  |
| 5       | Apator Toruń          | 17   | Wojciech Żabiałowicz Eugeniusz Miastkowski | 13 (1,3,3,3,1,2) 4 (0,0,1,0,0,3)  |
| 6       | Polonia Bydgoszcz     | 10   | Bolesław Proch Marek Ziarnik               | 10 (1,1,2,3,2,1) 0 (0,0,0,0,0,d)  |
| 7       | Włókniarz Częstochowa | 8    | Józef Kafel Zygmunt Nocuń                  | 1 (0,0,d,1,d,d) 7 (1,1,1,2,1,1)   |